# Uebelinia abyssinica
Uebelinia abyssinica är en nejlikväxtart som beskrevs av Ferdinand von Hochstetter. Uebelinia abyssinica ingår i släktet Uebelinia och familjen nejlikväxter. Inga underarter finns listade i Catalogue of Life.